# Bando Rjúdzsi
Bando Rjúdzsi (Hjogo, 1979. augusztus 2. –) japán válogatott labdarúgó.
A japán U20-as válogatott tagjaként részt vett az 1999-es ifjúsági labdarúgó-világbajnokságon.

## Statisztika
| Japán válogatott | Japán válogatott | Japán válogatott |
| Időszak          | Mérk.            | gól              |
| ---------------- | ---------------- | ---------------- |
| 2006             | 2                | 2                |
| 2007             | 1                | 0                |
| 2008             | 4                | 0                |
| Összesen         | 7                | 2                |